# Amolops monticola
Amolops monticola és una espècie de granota de la família Ranidae trobada a Àsia. Aquesta espècie es troba al Nepal, al nord-est de l'Índia (Bengala Occidental, Arunachal Pradesh i Nagaland) i província Xizang sud-est (Bomi, Medog, Cona i Chayu), Xina. Probablement es troba més àmpliament del que es mostra en els registres actuals, especialment a les zones entre els llocs coneguts. Es troba en les elevacions de 850-2.350m. Mentre que es troba principalment en els ràpids rierols ombrejats, aquesta granota també ha estat registrada en els estanys en l'hàbitat secundari. Els ous es dipositen sobre les plantes aquàtiques, i en les esquerdes de pedra en la vora dels vapors. Hi ha una contínua pèrdua d'hàbitat per a la urbanització. L'espècie també està amenaçada per la construcció de preses, i possiblement més per la recol·lecció per al seu ús medicinal.